# غاري نويل
غاري نويل (بالإنجليزية: Gary Noël)‏ (7 مارس 1990 بلندن في المملكة المتحدة - ) هو لاعب كرة قدم موريشيوسي وبريطاني في مركز الهجوم. لعب مع نادي لوبيك ‏.

## وصلات خارجية
- غاري نويل على موقع قاعدة بيانات كرة القدم.إي يو (الإنجليزية)
- غاري نويل على موقع ناشيونال فوتبول تيمز (الإنجليزية)
- غاري نويل على موقع Soccerway.com (الإنجليزية)
- غاري نويل على موقع عالم كرة القدم.نت (الإنجليزية)